# Гуакамоле
Гуакамо́ле (на испански: guacamole) е ястие от мексиканската кухня. Представлява разядка (пюре или гъст сос) от пюрираната вътрешност на авокадо, и най-често с добавени лимонов сок и нарязани на ситно домати, лук и чушки. Гуакамолето е широко разпространено в Мексико, САЩ и Западна Европа.

## История
Историята на гуакамолето е свързана с индианското племе ацтеки.
Думата „гуакамоле“ (guacamole) идва в испано-мексиканския език от ацтекската дума Ahuacamolli (Ahuacatl = „авокадо“ + molli = „сос“).

## Приготовяне, състав и използване
Съществуват множество рецепти за приготвяне на гуакамоле, които се отличават по различните райони, по използваните добавки, подправки, а също и по степента на нарязване на съставките.
Освен авокадо, основни съставки в гуакамоле са сок от лайм или лимон, сол, домати, различни чушки (вкл. чили-чушки), зелен лук или друг вид лук, кориандър, чесън, и други подправки.
Традиционно гуакамоле се поднася с царевичен чипс (tortilla chips), но може да се консумира с всякакъв друг вид чипс или с хляб; също може да се използва и като сос към различни ястия от мексиканската и тексаската кухня.